# Изъмбард Кингдъм Брунел
Ѝзъмбард Кѝнгдъм Брюнѐл (на английски: Isambard Kingdom Brunel) (9 април 1806 – 15 септември 1859) е британски строителен инженер.
Проектира мостове и корабостроителници, в това число и Голямата западна железница; поредица известни параходи, включително първият задвижван с витло презокеански параход, както и редица важни мостове и тунели. Неговите проекти революционизират обществения транспорт и съвременното инженерство.
Въпреки че проектите на Брюнел невинаги са успешни, те често съдържат новаторски решения на дългогодишни инженерни проблеми. По време на своята кратка кариера той реализира много инженерни постижения, между които първият тунел под плавателна река и създаването на парахода SS Great Britain, който е първият витлов презокеански параход, и към това време (1843) най-големият кораб въобще.
Той проектира и построява и един от първите висящи мостове в света – Клифтън Съспеншън Бридж в Бристол.
През 2002 г. Брюнел е поставен на второ място в публичното допитване на BBC за определяне на „100-те най-велики британци“. През 2006 г., по повод двувековната годишнина от рождението му, са организирани големи тържества под името Брюнел 200.